# جون ويليس ايليس
جون ويليس ايليس (بالإنجليزية: John Willis Ellis)‏ (23 نوفمبر 1820—7 يوليو 1861) وهو سياسي أمريكي ينتمي إلى الحزب الديمقراطي كان ايليس قد شغل منصب حاكم ولاية كارولينا الشمالية ما بين عامي 1859 إلى عام 1861.